# Hvítingsdalstindur
Hvítingsdalstindur är en bergstopp i republiken Island. Den ligger i regionen Austurland, 280 km öster om huvudstaden Reykjavík. Toppen på Hvítingsdalstindur är 1 112 meter över havet.
Trakten runt Hvítingsdalstindur är nära nog obefolkad, med mindre än två invånare per kvadratkilometer. Det finns inga samhällen i närheten. Trakten runt Hvítingsdalstindur är permanent täckt av is och snö.